# Kostrzyn Wielkopolski
Kostrzyn Wielkopolski – stacja kolejowa oraz posterunek bocznicowy w Kostrzynie, w woj. wielkopolskim, w Polsce. Według klasyfikacji PKP ma kategorię dworca lokalnego.
W 1964 roku przez stację przejechał pierwszy elektrowóz. W 1996 roku cała stacja wraz z infrastrukturą kolejową została zmodernizowana. W pobliżu stacji znajduje się mała bocznica, na której stacjonują wagony towarowe. Obecnie na stacji zatrzymują się przede wszystkim pociągi osobowe spółki Koleje Wielkopolskie.
17 sierpnia 2018 przy stacji otwarto zintegrowany węzeł przesiadkowy powstały za niecałe 12 milionów złotych w ramach Zintegrowanych Inwestycji Terytorialnych dla Miejskiego Obszaru Funkcjonalnego Poznania. Otwarcie węzła połączone było z zakupem autobusów i uruchomieniem bezpłatnej komunikacji miejskiej w obrębie gminy Kostrzyn. Przy dworcu otwarto też parkingi Park&Ride i Bike&Ride.

## Ruch pasażerski[3]
| Rok  | Wymiana pasażerska na dobę |
| ---- | -------------------------- |
| 2017 | 700-999                    |
| 2018 | 1000-1500                  |
| 2019 | 1000-1500                  |
| 2020 | 1000-1500                  |
| 2021 | 700-999                    |
| 2022 | 1500-2000                  |
| 2023 | 1500-2000                  |

## Połączenia
- Kutno
- Poznań Główny
- Konin
- Koło
- Kłodawa